# Drhovice
Drhovice (en allemand : Drahowitz) est une commune du district de Tábor, dans la région de Bohême-du-Sud, en République tchèque. Sa population s'élevait à 219 habitants en 2020.

## Géographie
Drhovice se trouve à 9 km à l'ouest-nord-ouest du centre de Tábor, à 52 km au nord de České Budějovice et à 73 km au sud-sud-est de Prague.
La commune est limitée par Jistebnice au nord, par Meziříčí à l'est et au sud, et par Opařany à l'ouest.

## Histoire
La première mention écrite du village date de 1219.

## Galerie

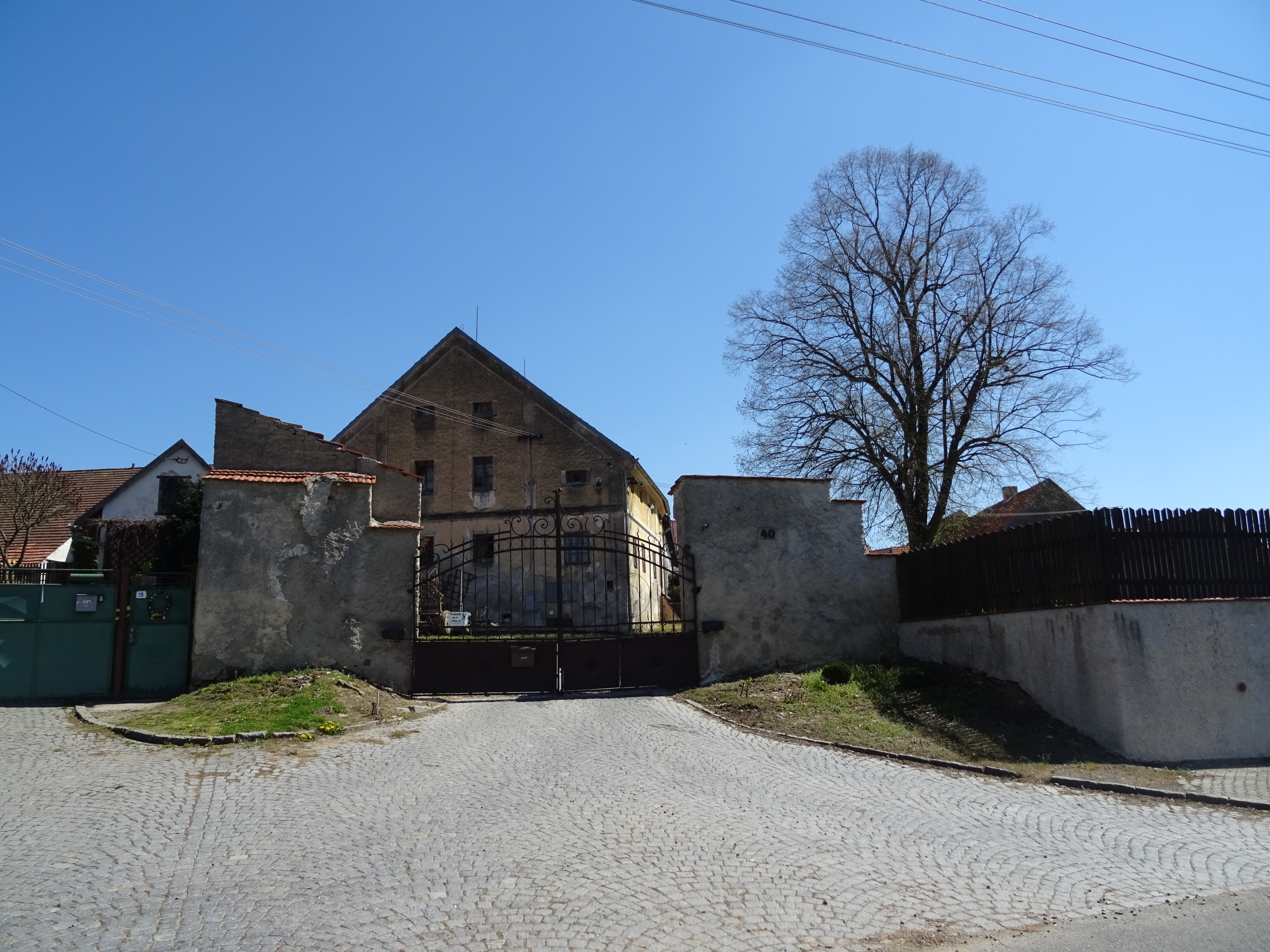
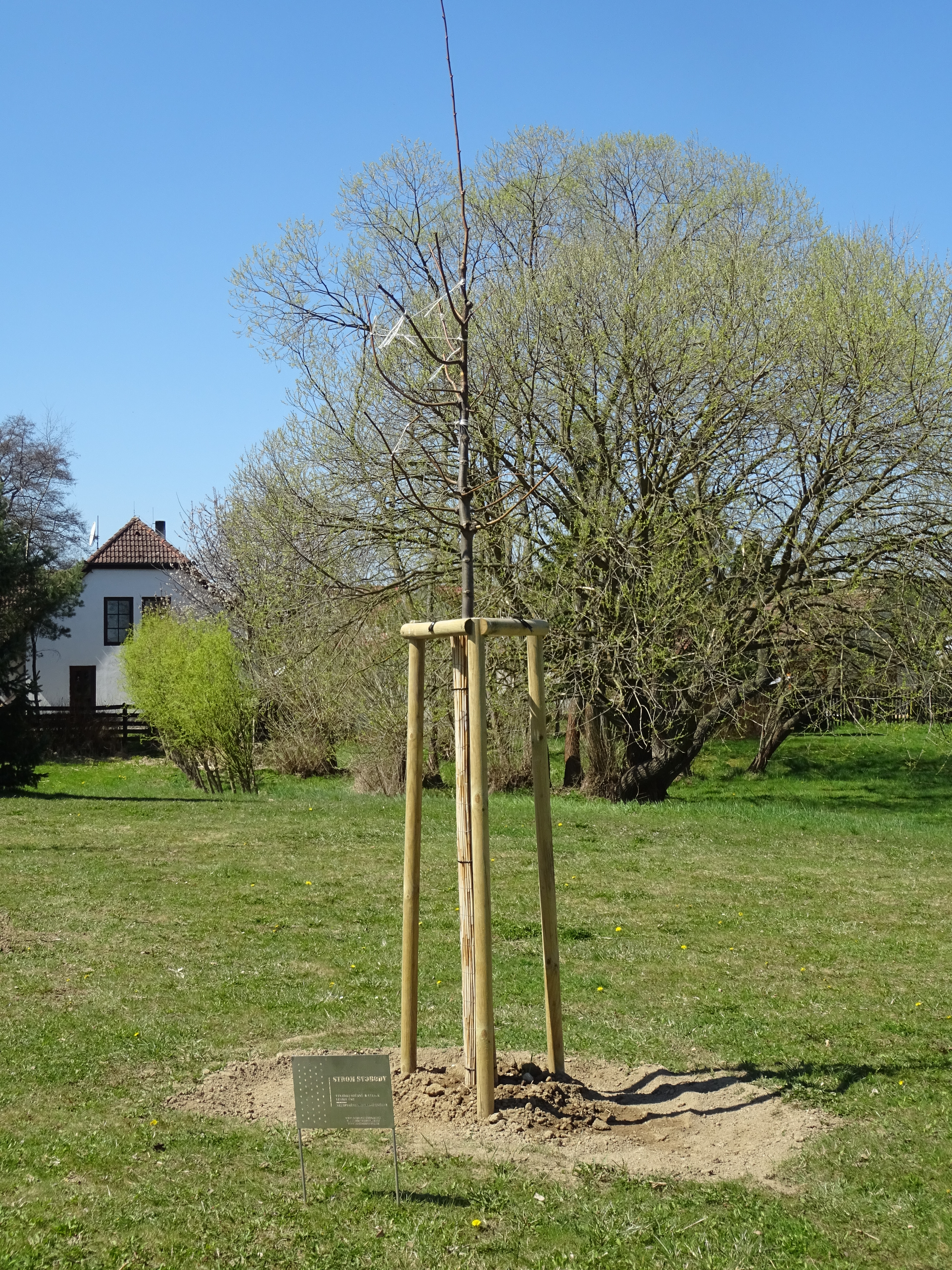
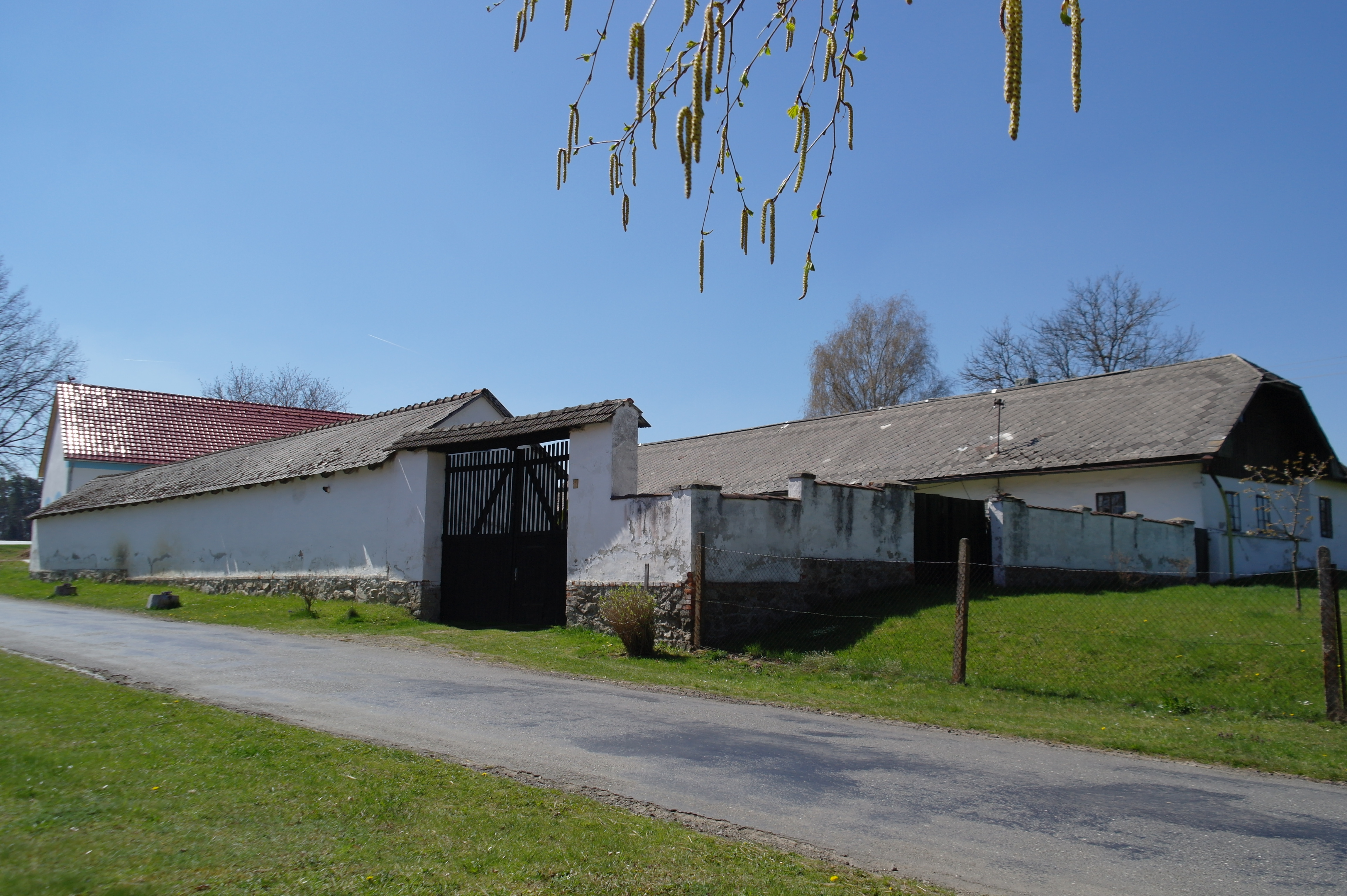
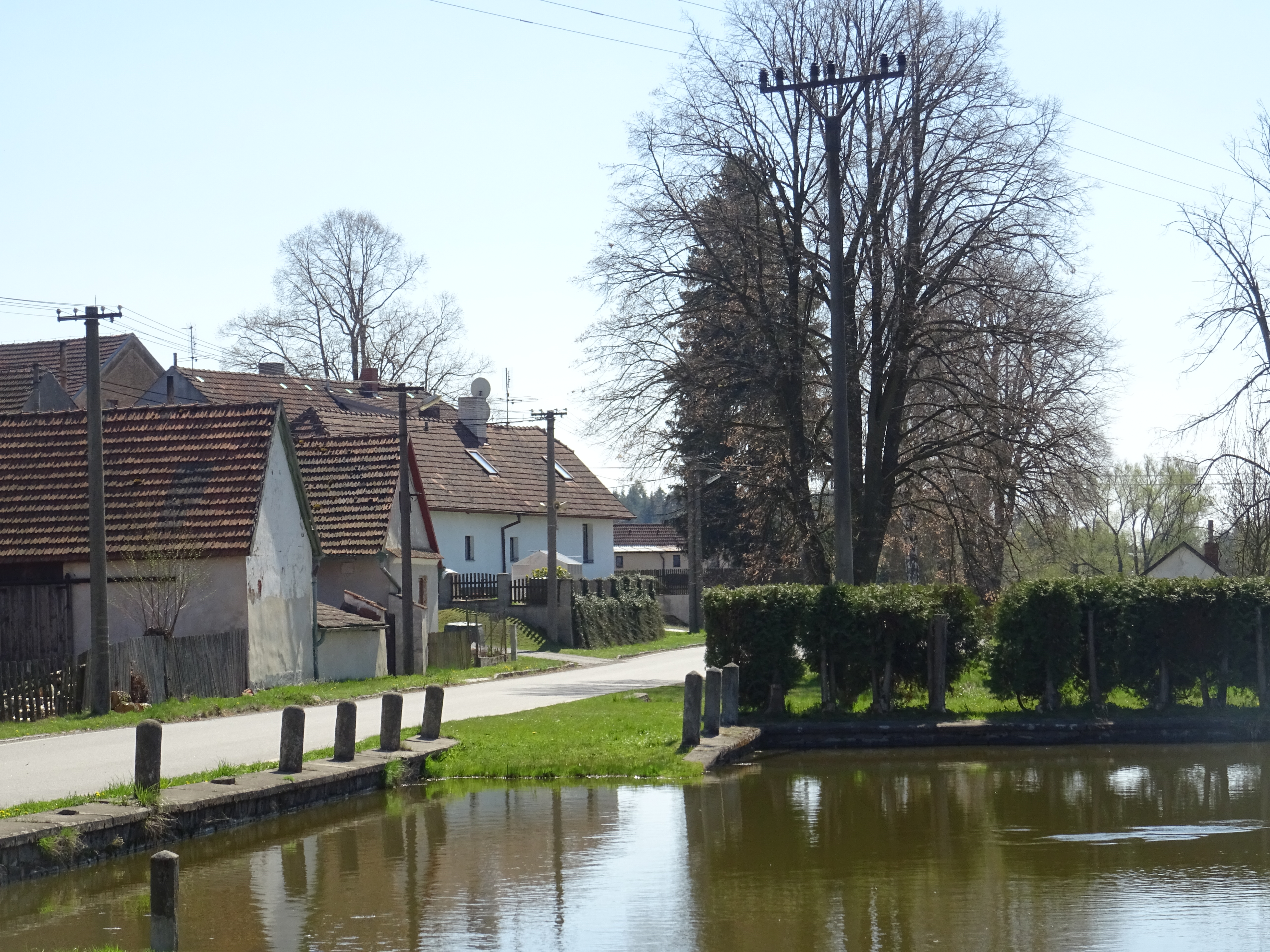